# Église Saint-Alexandre-de-la-Croix de Bergame
L’église Saint-Alexandre-de-la-Croix (italien : chiesa di Sant'Alessandro della Croce ; lombard : gesa de Sant Lisander de la Cros) est une église catholique romaine de style baroque située à Bergame, dans la région de la Lombardie, en Italie.

## Histoire
L'église a été érigée en 1675 à l'emplacement d'une église antérieure. La conception est attribuée à la famille Trezzini. Le corps de l'église était achevée en 1737, mais la façade ne fut achevée qu'en 1922, selon un projet de Virgilio Muzio.

## Œuvres
Parmi les œuvres à l'intérieur de l'église se trouvent un Couronnement de la Vierge (1576) de Giovanni Battista Moroni et des toiles de Giovanni Paolo Cavagna et Enea Salmeggia (1621), ainsi qu'une toile de Saint Charles Borromée soignant les personnes atteintes de peste (1720) de Giovanni Battista Parodi. La décoration de la chapelle de Suffragio (1730) a été peinte par Sebastiano Ricci, qui a représenté Saint Grégoire le Grand intercédant auprès de la Vierge. La chapelle a également une toile de Cignaroli illustrant L'Histoire de Judas Maccabée (1743). Cignaroli a également peint une grande Déposition (1745) située dans le transept droit ; Giovanni Battista Pittoni a peint une Vierge et ses Saints (1746; 3e chapelle à gauche) ; Francesco Cappella a peint une Rencontre du Christ et de la Vierge pour l'autel de l'Assunta (1774) ; et Giovanni Raggi peint pour la chapelle de l'oraison (1757). Cette chapelle est dédiée à l'Eucharistie et possède un autel en marbre polychrome de 1729 d'Andrea Fantoni.